# قوات الصدمة الألمانية

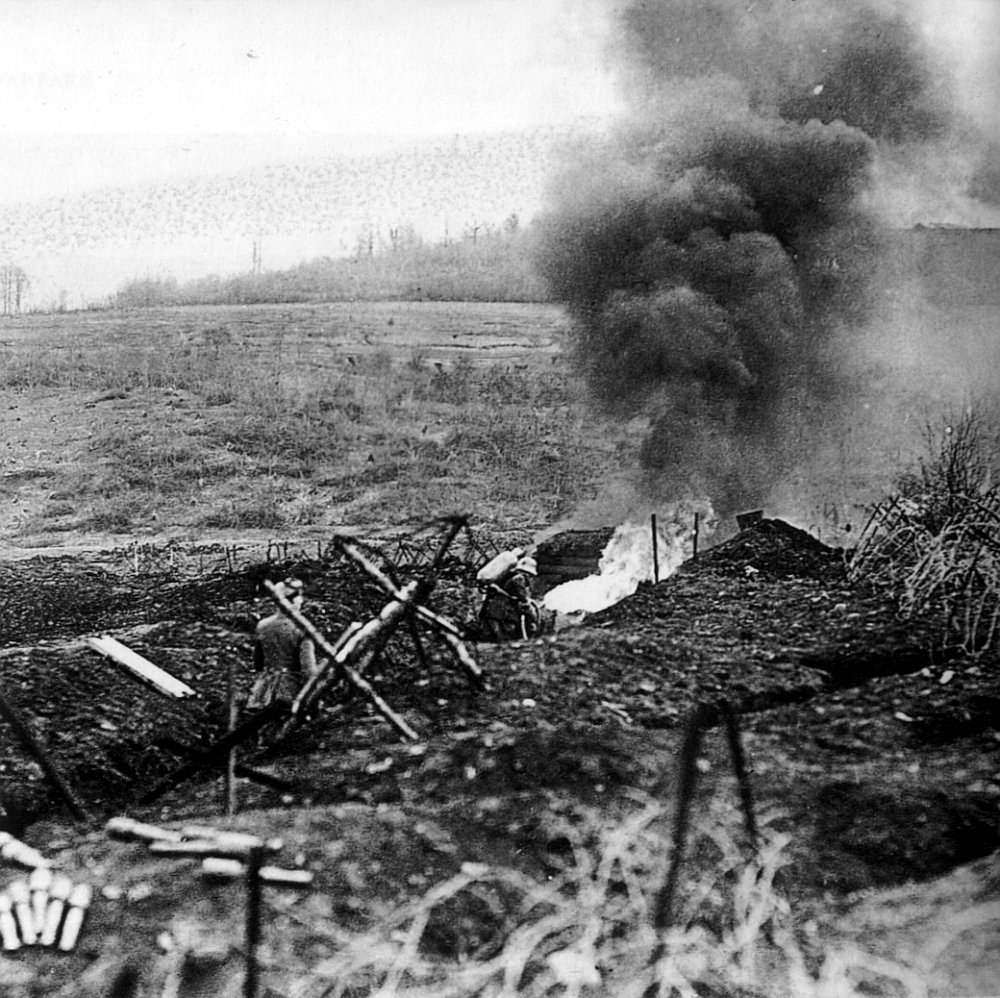
قوات الصدمة الألمانية في تدريب.

قوات الصدمة (بالألمانية : Stoßtruppen ), هم جنود متخصصون وذوو خبرة خدموا في الجيش الألماني في الحرب العالمية الأولى. في السنوات الأخيرة من الحرب، دربت قوات الصدمة على القتال بتكتيكات التسلل التي كانت جزء من الأساليب الألمانية الجديدة في قتال الخنادق، والرجال الذين دربوا على هذه الأساليب سمو برجال العاصفة (بالألمانية : Sturmmann )، الذين نظموا في قوات الهجوم ( بالألمانية : Sturmtruppen ) .